# 30-я авеню (линия Астория, Би-эм-ти)
|   |   |   |   |   |
| · | · | · | · | · |

|   |   |   |   |   |
| · | · | · | · | · |

«30-я авеню» (англ. 30th Avenue) — станция Нью-Йоркского метрополитена, расположенная на линии Астория, Би-эм-ти. Станция находится в Квинсе, в округе Астория, на пересечении 30-й авеню с 31-й улицей. На станции останавливаются маршруты N (круглосуточно) и W (в будни днём и вечером до 23:00).
Станция эстакадная, расположена на трёхпутном участке линии. Представлена двумя боковыми платформами, которые обслуживают только внешние (локальные) пути. Экспресс-путь сейчас не используется для маршрутного движения поездов. Платформы огорожены высоким бежевым забором, в центре платформ расположены навесы и колонны. Название станции расположено на стенах и колоннах в виде чёрной таблички с белой надписью.
Станция имеет единственный выход, расположенный в северной части платформ. С каждой платформы лестницы спускаются в мезонин, где расположен турникетный павильон, переход между платформами и зал ожидания. Оттуда в город ведут лестницы, которые приводят к углам перекрестка 30-й авеню с 31-й улицей.
До 1949 года часть BMT Astoria Line использовалась двумя компаниями — IRT и BMT, равно как и IRT Flushing Line. Некоторое время станция даже была разделена на две части, на одной из которых останавливались поезда IRT, на другой — BMT. Этот режим работы был характерен для всех станций «двойного использования».